# 朝美絢
朝美 絢（あさみ じゅん、11月6日 - ）は、宝塚歌劇団雪組に所属する男役。雪組トップスター。
神奈川県鎌倉市、清泉女学院出身。身長169cm。愛称は「あーさ」、「J」。

## 来歴
2007年、宝塚音楽学校入学。
2009年、音楽学校卒業後、宝塚歌劇団に95期生として入団。入団時の成績は24番。宙組公演「薔薇に降る雨／Amour それは…」で初舞台。その後、月組に配属。
華やかなオーラと圧倒的な目力で注目を集め、2014年の「PUCK」で新人公演初主演。
2015年のバウ・ワークショップ「A-EN ARTHUR VERSION」で、バウホール公演初主演。続く「舞音」で2度目の新人公演主演。
2017年5月31日付で雪組へと組替え。
2018年の「義経妖狐夢幻桜」でバウホール公演単独初主演。
2021年の「ほんものの魔法使」（バウホール・KAAT神奈川芸術劇場公演）で、東上公演初主演。
2023年の「海辺のストルーエンセ」（KAAT神奈川芸術劇場・ドラマシティ公演）で、2度目の東上公演主演。
2024年の「仮面のロマネスク／Gato Bonito!!」で、全国ツアー公演初主演。同年10月14日付で雪組トップスターに就任。95期から4人目のトップ誕生となり、同期から4人以上トップを輩出するのは73期以来22期ぶりのこととなる。相手役に前任より引き続き夢白あやを迎え、同年の「愛の不時着」（東京建物 Brillia HALL・梅田芸術劇場公演）より、新トップコンビお披露目。

## 人物
小さな頃からクラシックバレエを習い、発表会が大好きだった。
小学生の時、テレビ番組を録画したものを祖母と母が見せてくれたのが宝塚との出会い。初観劇は1000days劇場での月組公演「螺旋のオルフェ／ノバ・ボサ・ノバ」。子供ながらにスーツ姿の男役の格好良さに感動する。
音楽学校は2度めの受験で合格を果たした。
憧れの俳優・小栗旬と芸名の名付け親が同じで、名前の一部に「旬」が入るだけでなく、舞台姿の参考にもしている。
新人公演では計4回、珠城りょうの役を演じた。

## 主な舞台

### 初舞台
- 2009年4 - 5月、宙組『薔薇に降る雨』『Amour それは…』（宝塚大劇場のみ）

### 月組時代
- 2009年10 - 12月、『ラスト プレイ』『Heat on Beat!（ヒート オン ビート）』
- 2010年2月、『HAMLET!!』（バウホール・日本青年館） - シルヴィアス
- 2010年4 - 7月、『THE SCARLET PIMPERNEL（スカーレット ピンパーネル）』 - 新人公演：ハル（本役：珠城りょう）[6]
- 2010年9 - 11月、『ジプシー男爵-Der Zigeuner Baron-』 - 新人公演：ヒスニ（本役：珠城りょう）『Rhapsodic Moon（ラプソディック・ムーン）』[6]
- 2011年3 - 5月、『バラの国の王子』 - 新人公演：家臣（シカ）／家臣（男）（本役：光月るう）『ONE』
- 2011年7 - 10月、『アルジェの男』 - 新人公演：アルマン（本役：珠城りょう）『Dance Romanesque（ダンス ロマネスク）』[6]
- 2011年11 - 12月、『我が愛は山の彼方に』『Dance Romanesque（ダンス ロマネスク）』（全国ツアー）
- 2012年2 - 4月、『エドワード8世』 - 新人公演：スチュワート・メンジース（本役：珠城りょう)『Misty Station』[6]
- 2012年6 - 9月、『ロミオとジュリエット』 - 新人公演：マーキューシオ（本役：美弥るりか）
- 2012年10 - 11月、『愛するには短すぎる』『Heat on Beat!（ヒート オン ビート）』（全国ツアー）
- 2013年1 - 3月、『ベルサイユのばら-オスカルとアンドレ編-』 - 新人公演：ロセロワ（本役：煌月爽矢／鳳月杏）
- 2013年5月、『月雲（つきぐも）の皇子（みこ）』（バウホール） - 大長谷皇子
- 2013年7 - 10月、『ルパン-ARSÈNE LUPIN-』 - 新人公演：ヘアフォール伯爵（本役：美弥るりか）『Fantastic Energy!』
- 2013年11 - 12月、『THE MERRY WIDOW』（ドラマシティ・日本青年館） - チボー
- 2013年12月、『月雲（つきぐも）の皇子（みこ）』（天王洲 銀河劇場） - 大長谷皇子
- 2014年1月、『New Wave!-月-』（バウホール）
- 2014年3 - 6月、『宝塚をどり』『明日への指針 -センチュリー号の航海日誌-』 - 新人公演：ナイジェル（本役：凪七瑠海）『TAKARAZUKA 花詩集100!!』 - 新人公演：花の紳士A（本役：星条海斗／美弥るりか）／蘭の王・ブラックローズS（本役：龍真咲）
- 2014年7 - 8月、『宝塚をどり』『明日への指針-センチュリー号の航海日誌-』 - カール六等航海士／マドロス『TAKARAZUKA 花詩集100!!』（博多座）
- 2014年9 - 12月、『PUCK（パック）』 - ピッコロ、新人公演：パック（本役：龍真咲）『CRYSTAL TAKARAZUKA-イメージの結晶-』 新人公演初主演[9][10]
- 2015年1 - 2月、『Bandito（バンディート）-義賊 サルヴァトーレ・ジュリアーノ-』（バウホール・日本青年館） - ガスパレ・ピショッタ
- 2015年4 - 7月、『1789-バスティーユの恋人たち-』 - ロワゼル、新人公演：シャルル・ド・アルトワ伯爵（本役：美弥るりか）
- 2015年8 - 9月、『A-EN（エイエン） ARTHUR VERSION』（バウホール） - アーサー・キャメロン バウWS主演[9][10]
- 2015年11 - 2016年2月、『舞音-MANON-』 - カオ、新人公演：シャルル・ド・デュラン（本役：龍真咲）『GOLDEN JAZZ』 新人公演主演[11][6]
- 2016年3 - 4月、龍真咲コンサート『Voice』（赤坂ACTシアター・ドラマシティ） - J
- 2016年6 - 9月、『NOBUNAGA〈信長〉-下天の夢-』 - 妻木／森蘭丸『Forever LOVE!!』[6][9]
- 2016年10 - 11月、『アーサー王伝説』（文京シビックホール・ドラマシティ） - ランスロット
- 2017年1 - 3月、『グランドホテル』 - エリック・リトナウアー[注釈 1]／ラファエラ・オッタニオ[注釈 1]『カルーセル輪舞曲（ロンド）』
- 2017年5月、『長崎しぐれ坂』 - 舘岡『カルーセル輪舞曲（ロンド）』（博多座）

### 雪組時代
- 2017年8 - 9月、『CAPTAIN NEMO』（日本青年館・ドラマシティ） - ラヴロック少佐
- 2017年11 - 2018年2月、『ひかりふる路（みち）〜革命家、マクシミリアン・ロベスピエール〜』 - ルイ・アントワーヌ・ド・サン＝ジュスト『SUPER VOYAGER!』[13]
- 2018年3 - 4月、『義経妖狐夢幻桜（よしつねようこむげんざくら）』（バウホール） - ヨシツネ バウ主演[9][13][14]
- 2018年6 - 9月、『凱旋門』 - ハイメ・アルヴァレス『Gato Bonito!!』
- 2018年11 - 2019年2月、『ファントム』 - アラン・ショレ[注釈 2]／フィリップ・ドゥ・シャンドン伯爵[注釈 2]
- 2019年3 - 4月、『20世紀号に乗って』（東急シアターオーブ） - オーエン・オマリー
- 2019年5 - 9月、『壬生義士伝』 - 斎藤一『Music Revolution!』
- 2019年10 - 11月、『はばたけ黄金の翼よ』 - ファルコ・ルッカ『Music Revolution!』（全国ツアー）
- 2020年1 - 3月、『ONCE UPON A TIME IN AMERICA（ワンス アポン ア タイム イン アメリカ）』 - キャロル[18]
- 2020年8 - 9月、『炎のボレロ』 - ジェラール・クレマン『Music Revolution!-New Spirit-』（梅田芸術劇場）
- 2021年1 - 4月、『fff-フォルティッシッシモ-』 - ゲルハルト・ヴェーゲラー『シルクロード〜盗賊と宝石〜』[4]
- 2021年5 - 6月、『ほんものの魔法使』（バウホール・KAAT神奈川芸術劇場） - アダム 東上初主演[14][4]
- 2021年8 - 11月、『CITY HUNTER』 - ミック・エンジェル『Fire Fever!』
- 2022年3 - 6月、『夢介千両みやげ』 - 伊勢屋総太郎『Sensational!』[19]
- 2022年7 - 8月、『ODYSSEY（オデッセイ）-The Age of Discovery-』（梅田芸術劇場） - アポロン[20]
- 2022年10 - 12月、『蒼穹の昴』 - 李春児
- 2023年2 - 3月、『海辺のストルーエンセ』（KAAT神奈川芸術劇場・ドラマシティ） - ヨハン・ストルーエンセ 東上主演[15][16]
- 2023年4 - 7月、『Lilac（ライラック）の夢路』 - フランツ／メフィストフェレス『ジュエル・ド・パリ!!』[21]
- 2023年8 - 9月、『愛するには短すぎる』 - アンソニー・ランドルフ『ジュエル・ド・パリ!!』（全国ツアー）[22]
- 2023年12 - 2024年2月、『ボイルド・ドイル・オンザ・トイル・トレイル』 - シャーロック・ホームズ000『FROZEN HOLIDAY（フローズン・ホリデイ）』[23]
- 2024年4 - 5月、『仮面のロマネスク』 - ジャン・ピエール・ヴァルモン子爵『Gato Bonito!!』（全国ツアー） 全国ツアー初主演[17][2]
- 2024年7 - 10月、『ベルサイユのばら-フェルゼン編-』 - オスカル・フランソワ・ド・ジャルジェ[24]

### 雪組トップスター時代
- 2024年11 - 12月、『愛の不時着』（東京建物 Brillia HALL・梅田芸術劇場）- リ・ジョンヒョク  トップお披露目公演[25]
- 2025年3 - 6月、『ROBIN THE HERO』- ロビン・ロクスレイ（ロビン・フッド）『オーヴァチュア!』大劇場トップお披露目公演[26][27]
- 2025年8 - 9月、『An American in Paris（パリのアメリカ人）』（御園座） - ジェリー・マリガン[28]
- 2025年11 - 2026年2月、『ボー・ブランメル〜美しすぎた男〜』『Prayer〜祈り〜』[29]

## 出演イベント
- 2011年1月、龍真咲ディナーショー『Hot Fairy』
- 2015年12月、タカラヅカスペシャル2015『New Century，Next Dream』
- 2016年7月、龍真咲ディナーショー『Goodbye Fairy』[30]
- 2016年12月、タカラヅカスペシャル2016『Music Succession to Next』
- 2017年12月、タカラヅカスペシャル2017『ジュテーム・レビュー-モン・パリ誕生90周年-』
- 2018年5月、『凱旋門』前夜祭
- 2018年12月、タカラヅカスペシャル2018『Say! Hey! Show Up!!』
- 2019年12月、タカラヅカスペシャル2019『Beautiful Harmony』
- 2025年12月、『TAKARAZUKA FANtastic Christmas in UMEDA』（梅田芸術劇場）

## TV出演
- 2012年9月、TBS『オールスター感謝祭 秋』
- 2017年3月、フジテレビ『2017 FNSうたの春まつり』[31]
- 2019年7月、フジテレビ『2019 FNSうたの夏まつり』[31]

## 広告
- 2025年3月、EYEVAN[32]

## 受賞歴
- 2016年、『阪急すみれ会パンジー賞』 - 新人賞[33]
- 2020年、『宝塚歌劇団年度賞』 - 2019年度努力賞[34]
- 2022年、『宝塚歌劇団年度賞』 - 2021年度努力賞[35]